# مدرسه سعیدیه ارسنجان
مدرسه سعیدیه ارسنجان مربوط به دوره صفوی است و در ارسنجان ـ ابتدای خیابان سعیدیه واقع شده است. این اثر در تاریخ ۶ دی ۱۳۵۵ با شمارهٔ ثبت ۱۳۲۰ به‌عنوان یکی از آثار ملی ایران به ثبت رسیده است.
این بنا که از سال ۱۰۸۵ ه‍.ق به جا مانده است، به صورت چهار ایوانی است که در کنار هر ایوان چهار حجره ساخته شده است. برای احداث این بنا از آجر استفاده شده و حوضی سنگی در وسط حیاط مدرسه وجود دارد. محور اصلی بنا شمالی- جنوبی است. مدرسه سعیدیه در نزدیکی مسجد جامع شهر قرار دارد. در سال ۱۳۹۹ مجموعه مقالاتی با عنوان تاریخ مدرسه‌ی سعیدیه ارسنجان به کوشش محمد حسین ابراهیمی نویسنده و پژوهشگر تاریخ و ادبیات توسط مجمع ذخایر اسلامی منتشر شده است. در این اثر ابعاد تاریخی، فرهنگی، سیاسی و اجتماعی مدرسه‌ی سعیدیه مورد نقد و بررسی قرار گرفته و اسناد تاریخی مرتبط با آن نیز ارائه شده است. 